# Адгезия

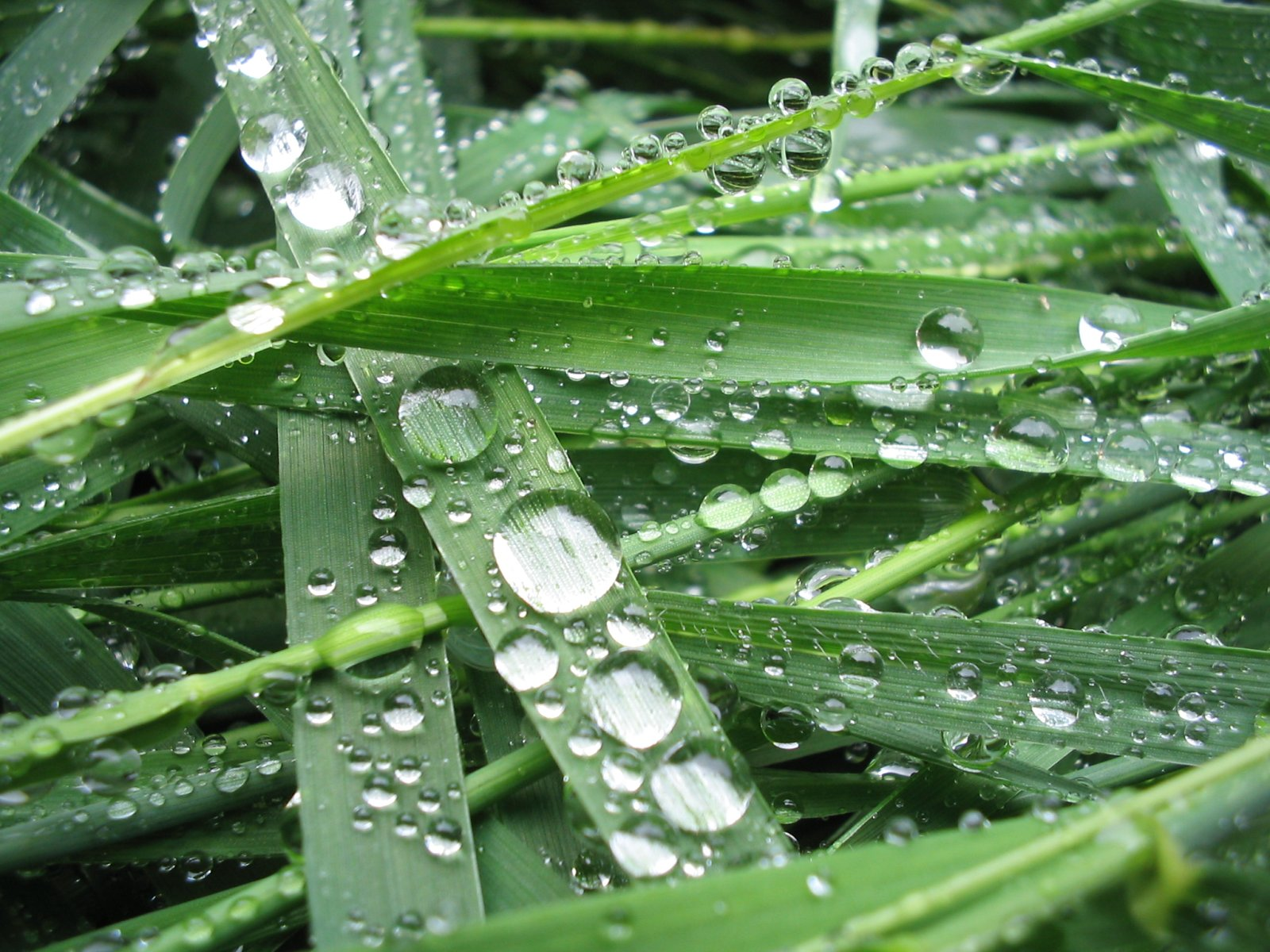
Когезия вынуждает воду формировать капли, поверхностное натяжение делает их почти сферическими, а адгезия держит их на поверхности другого вещества

Капли росы на лепестках розы как пример адгезии

Адге́зия (от лат. adhaesio — «прилипание») в физике — сцепление поверхностей разнородных твёрдых и/или жидких тел. Адгезия обусловлена межмолекулярными взаимодействиями (Ван-дер-Ваальсовыми, полярными, иногда — взаимной диффузией) в поверхностном слое и характеризуется удельной работой, необходимой для разделения поверхностей. В некоторых случаях адгезия может оказаться сильнее, чем когезия, то есть сцепление внутри однородного материала, в таких случаях при приложении разрывающего усилия происходит когезионный разрыв, то есть разрыв в объёме менее прочного из соприкасающихся материалов.
Определение с меньшей достоверностью и с большей ясностью: адге́зия — это способность «прилипать и удерживаться».
Частным случаем адгезии является аутогезия — связь между однородными конденсированными телами при их молекулярном контакте. При аутогезии сохраняется граница раздела между телами; этим аутогезия отличается от когезии, относящейся к связи между частицами внутри тела в пределах одной фазы и характеризующей прочность конденсированных тел, то есть их способность противодействовать внешнему усилию.
Адгезия существенно влияет на природу трения соприкасающихся поверхностей: так, при взаимодействии поверхностей с низкой адгезией трение минимально. В качестве примера можно привести политетрафторэтилен (тефлон), который в силу низкой адгезии с большинством материалов обладает низким коэффициентом трения. Некоторые вещества со слоистой кристаллической решёткой (графит, дисульфид молибдена, гексагональный Нитрид бора), характеризующиеся одновременно низкими значениями адгезии и когезии, применяются в качестве твёрдых смазок.
Наиболее известные адгезионные эффекты — капиллярность, смачиваемость/несмачиваемость, поверхностное натяжение, мениск жидкости в узком капилляре, трение покоя двух абсолютно гладких поверхностей. Критерием адгезии в некоторых случаях может быть время отрыва слоя материала определенного размера от другого материала в ламинарном потоке жидкости.
Адгезия имеет место в процессах склеивания, пайки, сварки, нанесения покрытий. Адгезия матрицы и наполнителя композитов (композиционных материалов) является также одним из важнейших факторов, влияющих на их прочность.
В биологии клеточная адгезия — не просто соединение клеток между собой, а такое их соединение, которое приводит к формированию определённых правильных типов гистологических структур, специфичных для данных типов клеток. Специфичность клеточной адгезии определяется наличием на поверхности клеток белков клеточной адгезии — интегринов, кадгеринов и др. Например, адгезия тромбоцитов на базальной мембране и на коллагеновых волокнах повреждённой сосудистой стенки.
В антикоррозионной защите адгезия лакокрасочного материала к поверхности — наиболее важный параметр, влияющий на долговечность покрытия. Адгезия — прилипание лакокрасочного материала (ЛКМ) к окрашиваемой поверхности, одна из основных характеристик промышленных ЛКМ. Адгезия лакокрасочных материалов может иметь механическую, химическую или электромагнитную природу и измеряется силой отрыва лакокрасочного покрытия на единицу площади подложки. Хорошая адгезия лакокрасочного материала к окрашиваемой поверхности может быть обеспечена лишь при тщательной очистке поверхности от грязи, жира, ржавчины и прочих загрязнений. Прочность адгезионного/когезионного отрыва лакокрасочного покрытия от защищаемой поверхности зависит от его толщины, для измерения которой используются толщиномеры мокрого и сухого слоя . Для оценки адгезии/когезии ЛКМ приняты и утверждены критерии.

## Теории адгезии
Адгезия представляет собой крайне сложное явление, с чем связано существование множества теорий, трактующих это явление с различных позиций. В настоящее время известны следующие теории адгезии:
- Адсорбционная теория, согласно которой явление осуществляется в результате адсорбции адгезива на порах и трещинах поверхности субстрата.
- Механическая теория рассматривает адгезию как результат проявления сил межмолекулярного взаимодействия между контактирующими молекулами адгезива и субстрата.
- Электрическая теория отождествляет систему «адгезив — субстрат» с конденсатором, а двойной электрический слой, возникающий при контакте двух разнородных поверхностей, — с обкладкой конденсатора.
- Электронная теория рассматривает адгезию как результат молекулярного взаимодействия поверхностей, различных по своей природе.
- Диффузионная теория сводит явление к взаимной или односторонней диффузии молекул адгезива и субстрата.
- Химическая теория объясняет адгезию не физическим, а химическим взаимодействием.

## Физическое описание
Адгезия представляет собой обратимую термодинамическую работу сил, направленных на разделение приведённых в контакт двух разнородных (гетерогенных) фаз. Описывается уравнением Дюпре:
{\displaystyle {Wa=\sigma _{13}+\sigma _{12}-\sigma _{23}}}
Где Wa — обратимая работа адгезии на границе раздела фаз, σ13 — поверхностная энергия на границе твёрдая поверхность-газ (ТГ), σ12 — поверхностная энергия на границе жидкость-газ (ЖГ), σ23 — поверхностная энергия на границе твёрдая поверхность-жидкость (ТЖ).
Работа адгезии связана с энергией Гиббса:
{\displaystyle {Wa=-\Delta G^{o}}}
Отрицательное значение ΔG° указывает на снижение работы адгезии в результате образования межфазного натяжения.
Изменения энергии Гиббса системы в процессе адгезии:
{\displaystyle {\Delta G_{1}^{o}=\sigma _{13}+\sigma _{12}}}
{\displaystyle {\Delta G_{2}^{o}=\sigma _{23}}}
{\displaystyle {\Delta G^{o}=\Delta G_{2}^{o}-\Delta G_{1}^{o}}}
{\displaystyle {\sigma _{23}-\sigma _{13}-\sigma _{12}=\Delta G^{o}}}.
Адгезия неразрывно связана со многими поверхностными явлениями, такими как смачивание. Если адгезия обуславливает связь между твёрдым телом и контактирующей с ним жидкостью, то смачивание является результатом подобной связи. Уравнение Дюпре—Юнга показывает отношение между адгезией и смачиванием:
{\displaystyle {Wa=\sigma _{12}(1+\cos \theta )}}
где σ12 — поверхностное натяжение на границе раздела двух фаз (жидкость-газ), cosθ — краевой угол смачивания, Wa — обратимая работа адгезии.
Прочность адгезионных контактов зависит не только от слабых взаимодействий на границе поверхностей, но и от формы контакта. Контакты сложной формы начинают отрываться с краёв, фронт отрыва затем распространяется к центру контакта вплоть до достижения некоторой критической конфигурации, при которой происходит мгновенная потеря контакта.